# Melanochelys tricarinata
Espèce
Synonymes
- Geoemyda tricarinata Blyth, 1856
- Chaibassia theobaldi Anderson, 1879
- Nicoria tricarinata sivalensis Lydekker, 1889

Statut de conservation UICN

 EN  : En danger
Statut CITES
Melanochelys tricarinata est une espèce de tortues de la famille des Geoemydidae.

## Répartition
Cette espèce se rencontre :
- en Inde dans les États d'Arunachal Pradesh, d'Assam, du Bihar, d'Uttar Pradesh et du Bengale-Occidental ;
- au Bangladesh ;
- au Népal.

## Publication originale
- (en) Blyth, 1856 : Notabilia contained in the collections presented by Capt. Berdmore and Mr. Theobald. Journal of the Asiatic Society of Bengal, vol. 24, p. 713–723 (texte intégral).